# 洞松寺 (岡山県矢掛町)

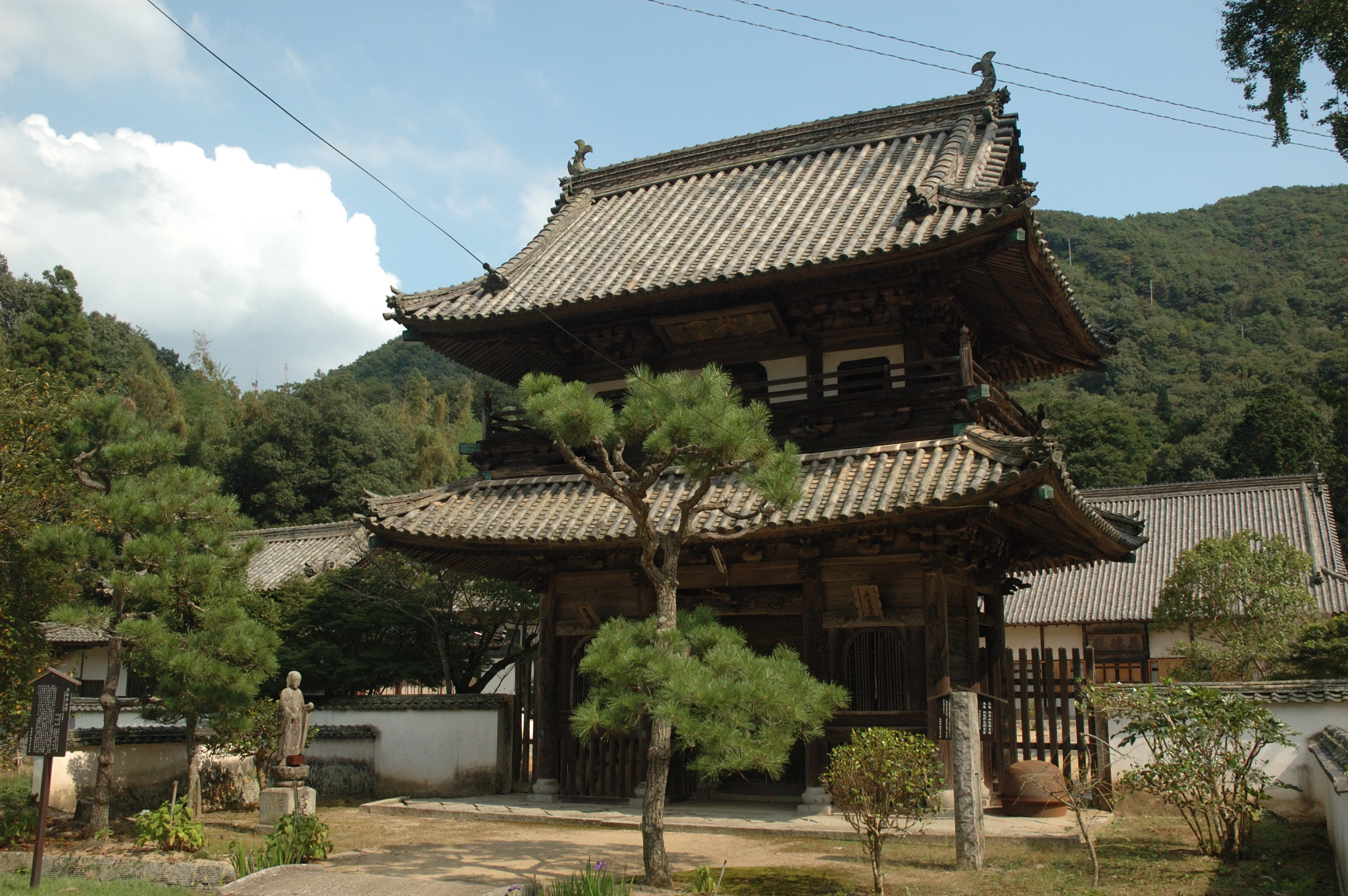
山門

洞松寺（とうしょうじ/どうしょうじ）は、岡山県小田郡矢掛町にある曹洞宗の寺院。山号は舟木山。本尊は宝冠釈迦如来。

## 概要・由緒
山号の舟木山は、所在地が神功皇后の朝鮮半島出兵に関して兵船の舟材を献上したことに由来していると言われ、当地を仙洞御里といい、松を植樹し「洞松の司」という名を授かったという。
飛鳥時代、天智天皇の行幸の時、洞松の司の松は天覧をうけ、興福寺の光照菩薩を勧請し、仏閣を建立、法相宗舟木山洞松司院として創建されたと伝えられている。後に和気氏により七堂枷藍が整備された。36坊を有したとされる。
寿永3年（1184年）安徳天皇が西海に遷幸のときに、その船が大破した。そのときに船材数百本を献じ、洞松司院を洞松寺と改称したとされる。中世期には衰退していたが、室町時代になり、応永19年（1412年）に遠州大洞院の喜山性讃が猿掛城主庄氏の依頼により中興した。喜山性讃は師の恕仲天誾を開山とし、自らは第2世となった。
布教数年にして、四方より修行僧が集まり大道場となった。弟子に茂林芝繁・霊岳洞源禅師などあり禅風を高揚した。
5世崇芝性岱禅師以降は輪番住持制（末山・門葉住職が順次交代し、本寺の発展を期する制度）が敷かれ、明暦年間（1655年 - 1657年）まで約200年間80世に及んでいる。
その後は合議して、独住制となり、特住6世天叟寿覺老師を迎えている。
洞松寺文書と呼ばれる古文書43通が現存しており、室町時代から戦国時代の（文安5年（1448年）より慶長4年（1599年）にかけて）の田地沽券、寄進状、寺領関連の文書で、当時の備中国南部の経済活動が窺える資料である。平成16年（2004年）に岡山県の重要文化財に指定された。現在は、やかげ文化センターに寄託されている。

## 文化財

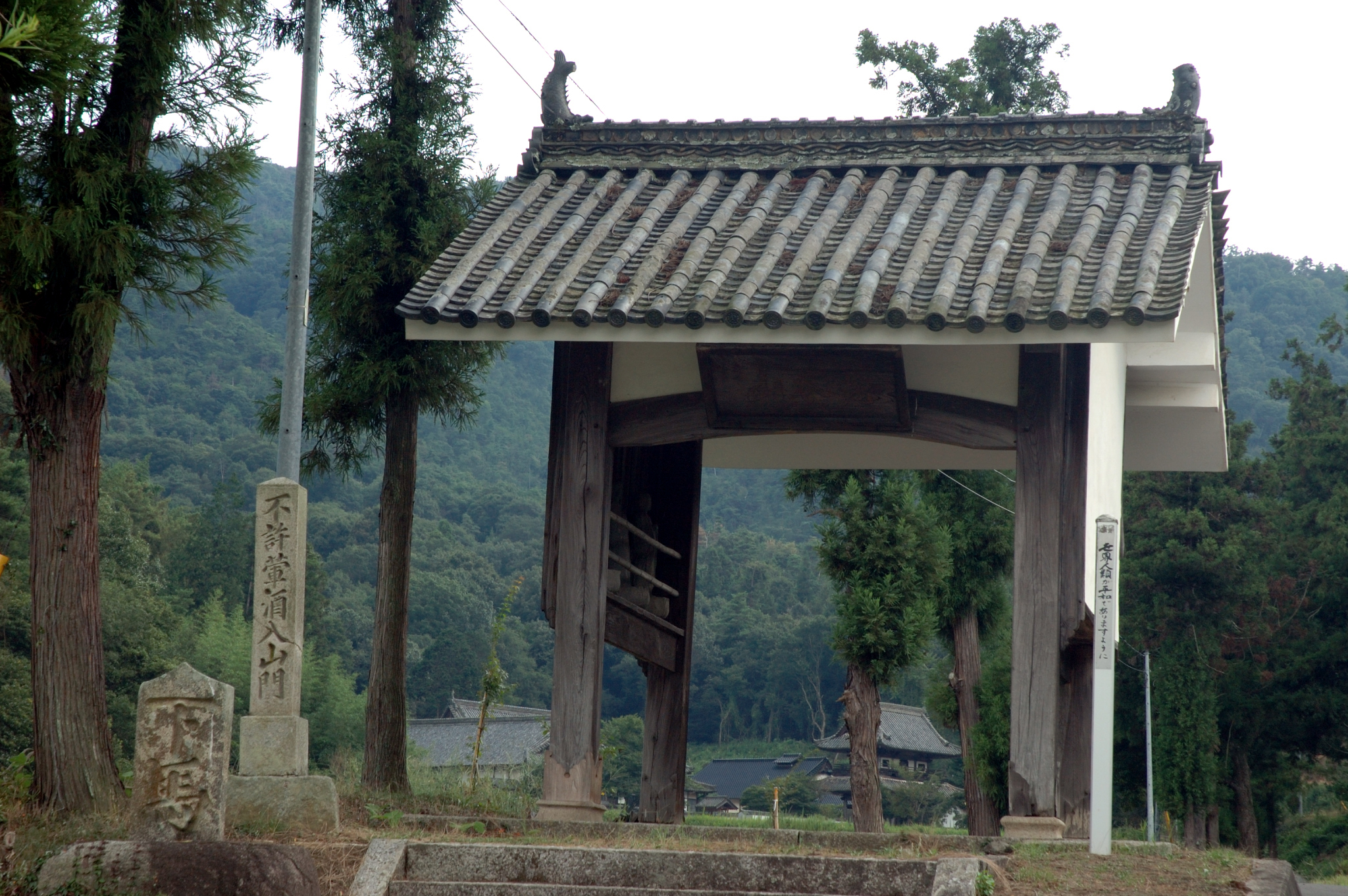
二ノ門

### 国の登録有形文化財
- 本堂
- 開山堂及び位牌堂
- 禅堂及び接賓
- 方丈及び書院
- 庫裏
- 鐘楼
- 書院月泉院
- 門及び土塀
- 二ノ門
- 水路石垣及び石橋

以上の建造物は平成23年（2011年）7月25日付けで国の登録有形文化財に登録された。

### 県指定文化財
- 木造伝 恕仲天誾坐像
- 木造伝 喜山性讃坐像
- 洞松寺文書（やかげ文化センターに寄託）

### 矢掛町指定文化財
- 山門
- 庄元資宝篋印塔
- 毛利元清宝篋印塔
- 室町期古備前瓶・壺（矢掛町教育委員会に寄託）

## 所在地
岡山県小田郡矢掛町横谷3798